# Пелион-Ист
Гора Пелион-Ист (англ. Mount Pelion East — Восточный Пелион) расположена в Национальном парке Крейдл-Маунтин — Лейк-Сент-Клэр, находящегося на территории острова (и одноимённого штата) Тасмания, входящего в состав Австралии. Этот парк является частью территории, называемой «Дикая природа Тасмании» (англ. Tasmanian Wilderness), являющейся объектом Всемирного наследия ЮНЕСКО. Как и многие другие горы региона, гора Пелион-Ист сложена из долерита.

## География
Высота горы Пелион-Ист — 1461 м над уровнем моря. Она является 16-й по высоте горой Тасмании. Гора Пелион-Ист находится в том же районе, что и четыре из пяти самых высоких гор Тасмании — Осса (Mount Ossa, 1614 м, 1-я) Пелион-Уэст (Pelion West, 1560 м, 3-я), Барн-Блафф (Barn Bluff, 1559 м, 4-я) и Крейдл (Cradle Mountain, 1545 м, 5-я).

## Туристские маршруты

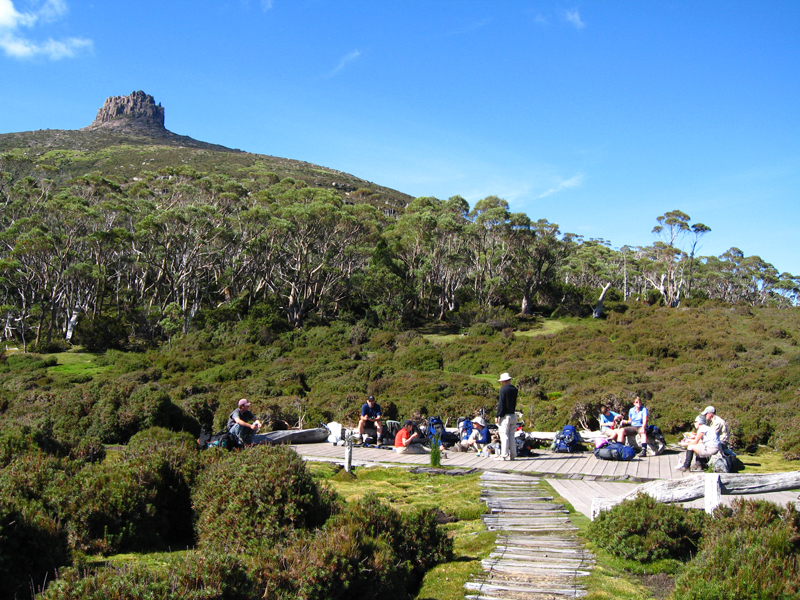
Перевал Пелион-Гэп и гора Пелион-Ист

Недалеко от горы Пелион-Ист проходит один из самых популярных в Австралии пеших туристских маршрутов — многодневный маршрут Overland Track длиной около 70 км, южное окончание которого находится у озера Сент-Клэр, а северное — у горы Крейдл.
Боковая тропа к вершине горы ответвляется от основного маршрута Overland Track на перевале Пелион-Гэп (англ. Pelion Gap), который находится на высоте 1126 м над уровнем моря. Длина тропы — около одного километра, перепад высот от перевала — 335 м.
Из ранних восхождений на вершину Пелион-Ист известно восхождение, которое совершил 29 января 1946 года Кит Эрнест Ланкастер (Keith Ernest Lancaster, 1910—2003).

## Соседние горы
- Осса
- Пелион-Уэст
- Катидрал
- Герион
- Барн-Блафф
- Крейдл

## Фотогалерея

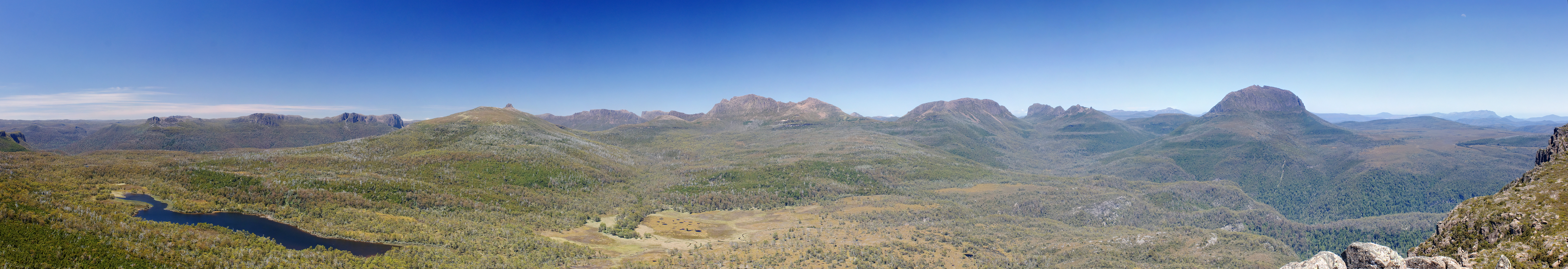
Вершины горной цепи Пелион (Pelion Range). Гора Пелион-Ист находится в левой части снимка, примерно на 1/3 от левого края. Справа — гора Пелион-Уэст.

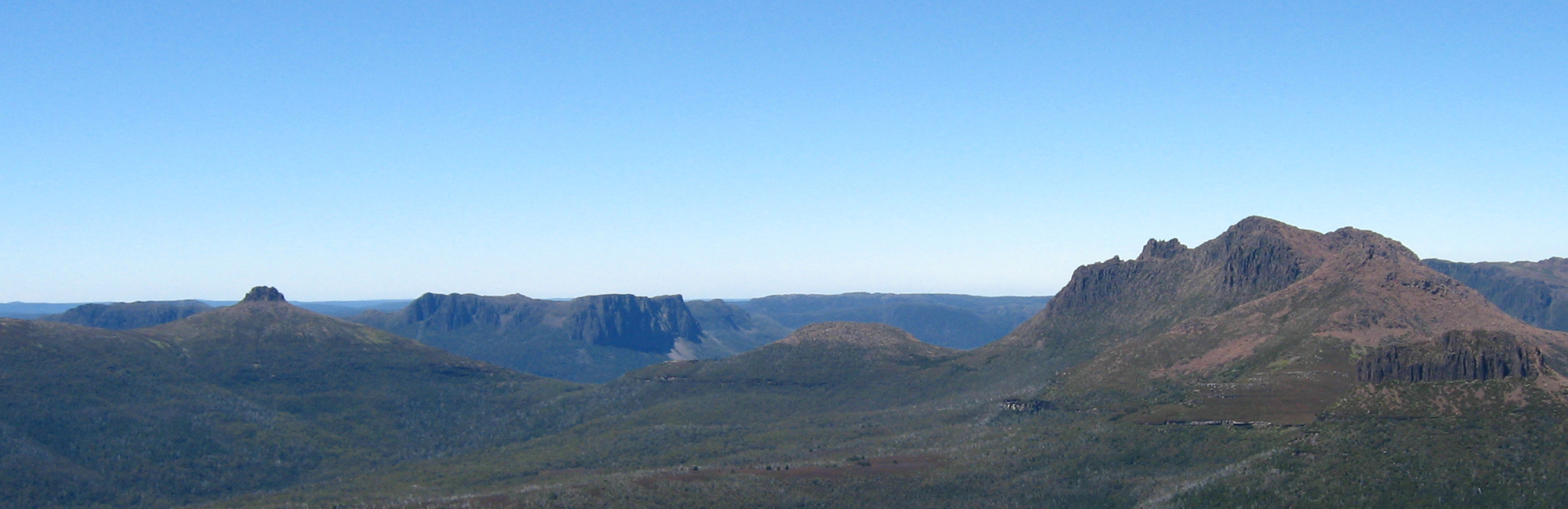
Гора Пелион-Ист (слева), гора Катидрал ("Кафедральная гора" — Cathedral Mountain, в центре) и гора Осса (справа) — вид с горы Пелион-Уэст

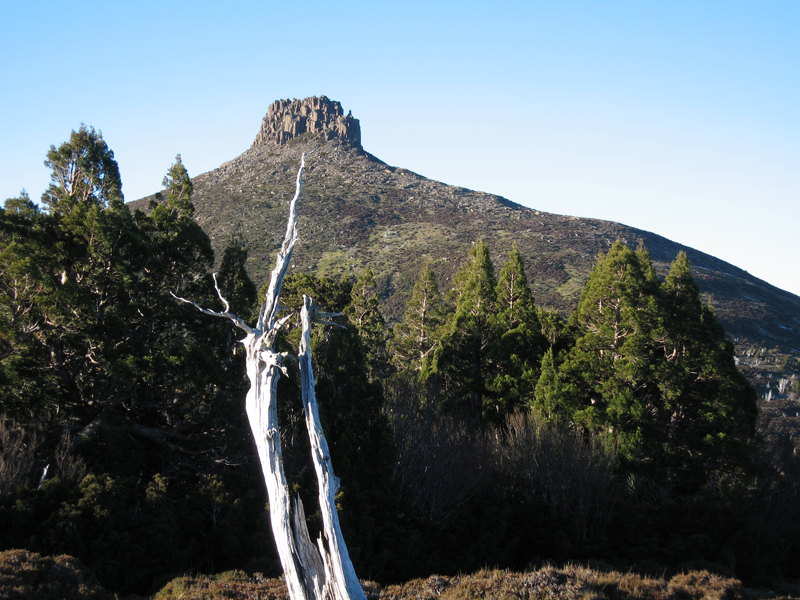
Гора Пелион-Ист
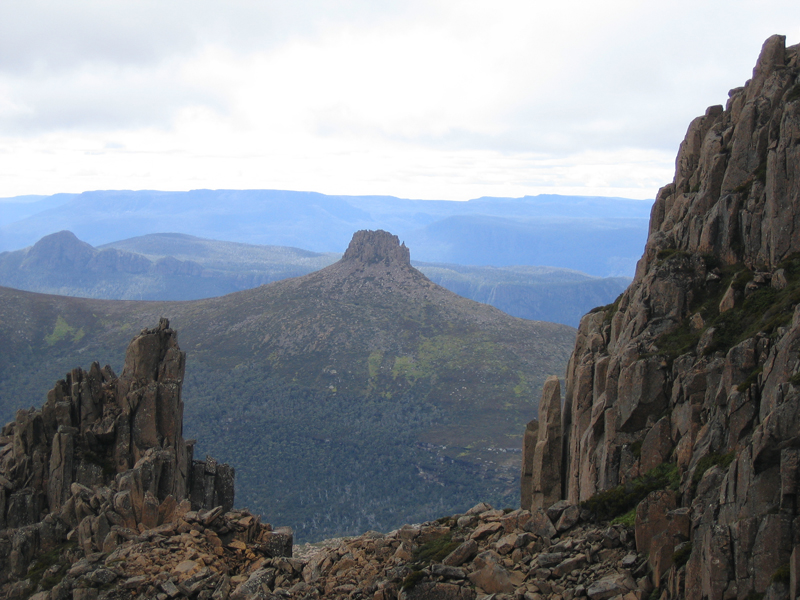
Гора Пелион-Ист — вид с горы Осса
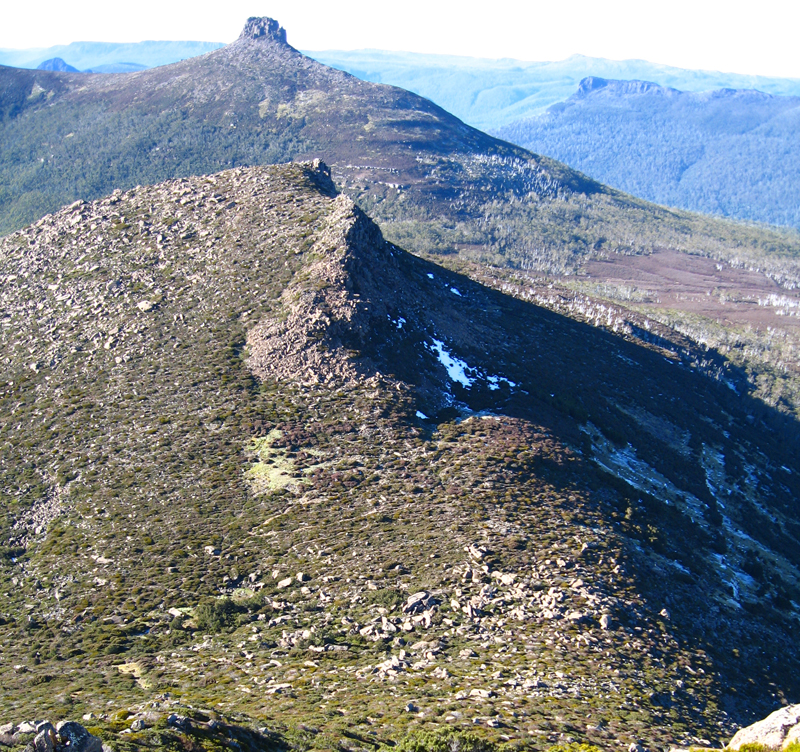
Гора Дорис (на переднем плане) и гора Пелион-Ист (на заднем плане) — вид с нижней части склона горы Осса
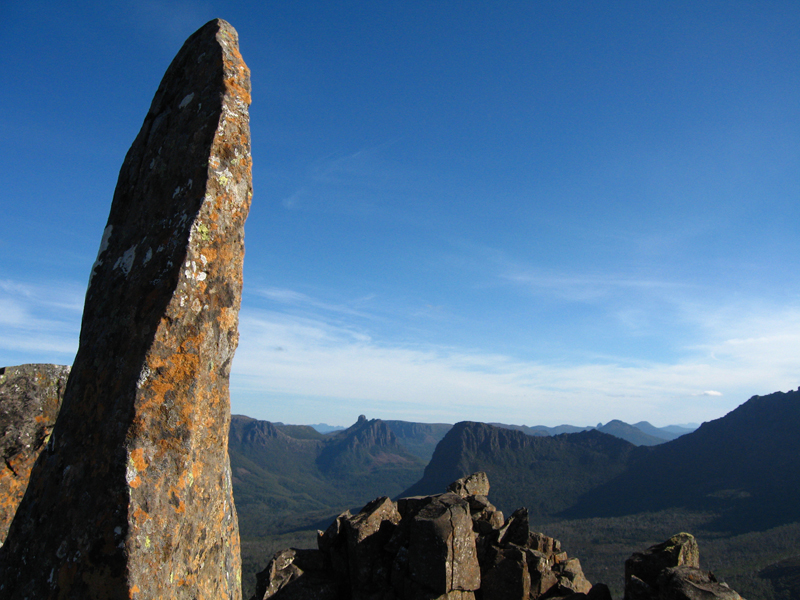
Вершина горы Пелион-Ист
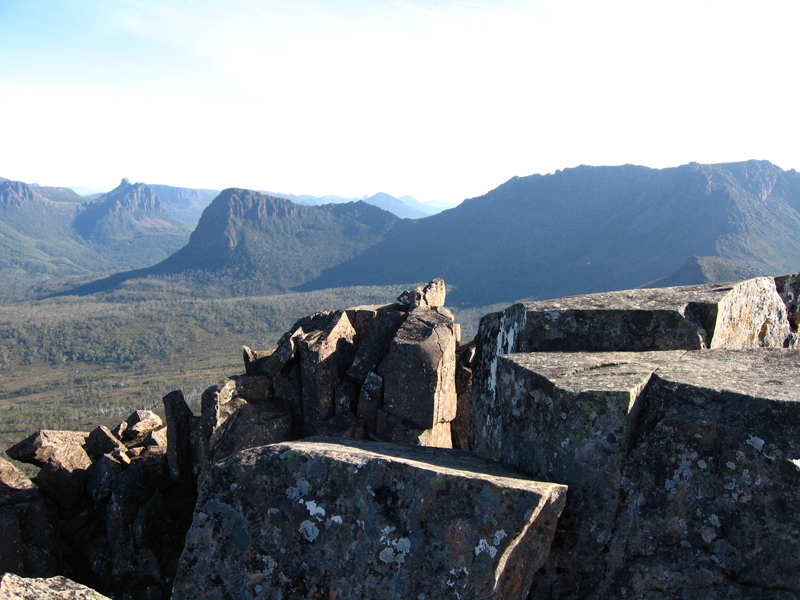
Вид с вершины горы Пелион-Ист — слева гора Массиф (Mount Massif), а справа гора Осса